# Cupa Eroilor 1943-1944
Al treilea sezon al ligii a doua desfășurat sub numele de Cupa Eroilor a debutat la începutul lunii septembrie 1943 și a fost întrerupt în martie 1944.

## Format
Sezonul 1943-1944 se dispută cu patru serii, pe aceleași citerii geografice.

## Clasamentele seriilor

### Seria I
```
1. Crisana C.F.R. Arad              8  4  3  1 21:11 11
2. Politehnica Timisoara            8  5  1  2 18:11 11
3. C.F.R. Timisoara                 8  4  2  2 27: 9 10
4. Gloria Arad                      8  3  3  2 11: 9  9
5. S.S.M. Resita                    8  3  2  3 15:17  8
6. Mica Brad                        8  2  3  3 13:16  7
7. Ripensia Timisoara               8  1  3  4 11:26  5
8. Vulturii Textila Lugoj           8  1  1  6 15:32  3
```

### Seria a II-a
```
1. Jiul Petrosani                   8  4  4  0 29: 3 12
2. Minerul Lupeni                   7  6  0  1 20: 3 12
3. Corvinul Deva                    8  4  3  1 19:10 11
4. U.F. Hunedoara                   8  3  3  2 20:12  9
5. C.F.R. Simeria                   7  2  2  3 10:31  6
6. Metalosport Calan                7  2  0  5  6:25  4
7. C.S. Lonea                       8  1  2  5  4:14  4
8. C.S. Aninoasa                    7  0  2  5  4:14  3
```

### Seria a III-a
```
1. Arsenal Sibiu                   11 10  0  1 32: 7 20
2. Uzinele Metalurgice Cugir       11  7  1  3 35:15 15
3. A.C.F.R. Brasov                 11  5  4  2 18:13 14
4. A.S.A.M. Medias                 11  6  1  4 32:15 13
5. Malaxa Tohan                    11  6  0  5 23:26 12
6. Vitrometan Medias               11  5  1  5 19:20 11
7. Sportul C.F.R. Sibiu            11  4  1  6 13:29  9 
8. U.A. Brasov                     11  2  4  5 18:29  8 
9. Unirea M.V. Alba Iulia          11  2  0  9 11:30  4
10. Aquila C.F.R. Sighisoara       11  1  2  8 14:31  4
```

### Seria a IV-a
```
1. F.C. Braila                      6  5  0  1 19: 6 10
2. Vulturii Buzau                   6  4  1  1 21: 8  9
3. C.F.R. S.A.I. Iasi               6  3  2  1 21: 9  8 
4. Dragos Voda Cernauti             6  1  3  2  9:16  5
5. Prahova Ploiesti                 6  2  0  4 14:14  4
6. Dacia V.A. Galati                6  1  1  4  8:29  3
7. Franco Româna Braila             6  1  1  4  6:16  3
```

- Textila Buhusi s-a retras.[2]